# Pareuplexia nitida
Pareuplexia nitida là một loài bướm đêm trong họ Noctuidae.